# Гейлі Андерсон
Гейлі Андерсон  (англ. Haley Anderson; 20 листопада 1991) — американська плавчиня, олімпійська медалістка.

## Виступи на Олімпіадах
| Олімпіада   | Дисципліна              | Місце |
| ----------- | ----------------------- | ----- |
| Лондон 2012 | 10 км на відкритій воді | 2     |